# Russell Island (Nunavut)
Russell Island ist eine unbewohnte Insel im Kanadisch-arktischen Archipel in der Qikiqtaaluk-Region des kanadischen Territorium Nunavut.
Sie liegt in der Barrow Strait.
Sie wird durch den schmalen Baring Channel von der Nordküste von Prince of Wales Island getrennt.
Die Insel hat eine Fläche von 940 km². Die höchste Erhebung der Insel erreicht 248 m. Das westliche Drittel der Insel wird von den restlichen zwei Dritteln durch einen schmalen See und dessen Abfluss getrennt.
Am Nordende des Sees befindet sich ein lediglich 1,1 km breiter Isthmus.
William Edward Parry entdeckte die Insel im Jahr 1819.